# Simmenthal
Simmenthal è un marchio alimentare italiano fondato nel 1923 e presente nei mercati europei. Il marchio è specializzato nella produzione di un lesso di carne bovina in gelatina, confezionato in scatole di metallo e destinato a essere consumato freddo, senza bisogno di alcuna preparazione.

## Storia
Il nome trae origine dalla razza bovina Simmental, di cui il marchio ricorda i tipici colori del mantello. Il metodo di conservazione fu ideato dal ristoratore di Crescenzago Pietro Sada, nel 1881, mentre suo figlio, Gino Alfonso Sada, nel 1923 iniziò la vera produzione industriale della carne in scatola in gelatina. È stata di proprietà del colosso statunitense Kraft Foods per circa trent'anni, fino al 2012, quando venne acquisita dalla Bolton Alimentari di Milano, facente parte del Bolton Group, tornando a essere italiana.

## Produzione
Il procedimento di produzione consiste nel cuocere la carne in un brodo vegetale che raffreddandosi produce gelatina. A cottura ultimata, la scatoletta calda si raffredda appoggiata su un lato: in questo modo il grasso tende a galleggiare e si accumula all'estremità opposta della scatoletta.

## Sponsorizzazioni

Simmenthal Milano 1972-73

Dal 1956 la Simmenthal iniziò a sponsorizzare la squadra di basket Pallacanestro Olimpia Milano. Dopo 17 anni di sodalizio, in cui furono vinti 10 scudetti, due coppe delle coppe e una coppa dei campioni, l'azienda fu costretta a lasciare il basket nel 1973 perché ormai il pubblico identificava il nome del marchio più con la squadra milanese che con la carne in scatola.